# Ioan Dumitrache
Ioan Dumitrache, romunski general, * 1889, † 1977.